# ATM (Torino)

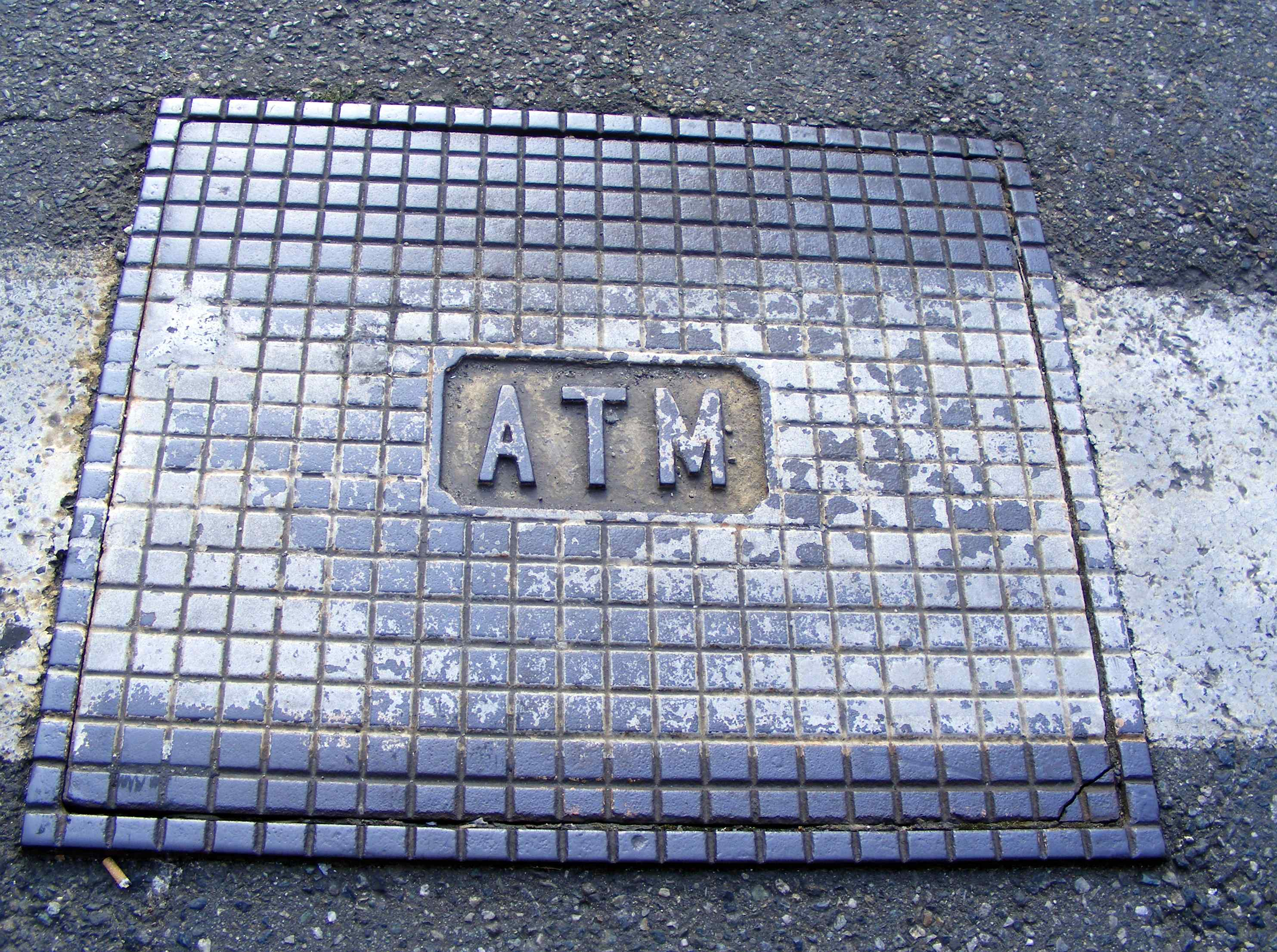
Tombino di accesso a sottoservizi ATM (Torino, via Monginevro)

L'Azienda Torinese Mobilità (ATM S.p.A.) era l'azienda di trasporto pubblico locale del comune di Torino che il 1º gennaio 2003  confluì nel Gruppo Torinese Trasporti insieme alla SATTI, con più di mille mezzi, autobus e tram, e tremiladuecento dipendenti.

## Storia
L'ATM nacque ufficialmente il 28 novembre 1906, data in cui il Consiglio Comunale di Torino, con 55 voti a favore e 12 contrari, deliberò il riscatto della rete tranviaria della Società Elettricità Alta Italia, e la municipalizzazione del servizio con la costituzione dell'Azienda Tranvie Municipali. L'attività vera e propria iniziò quasi un anno dopo, nel novembre 1907.

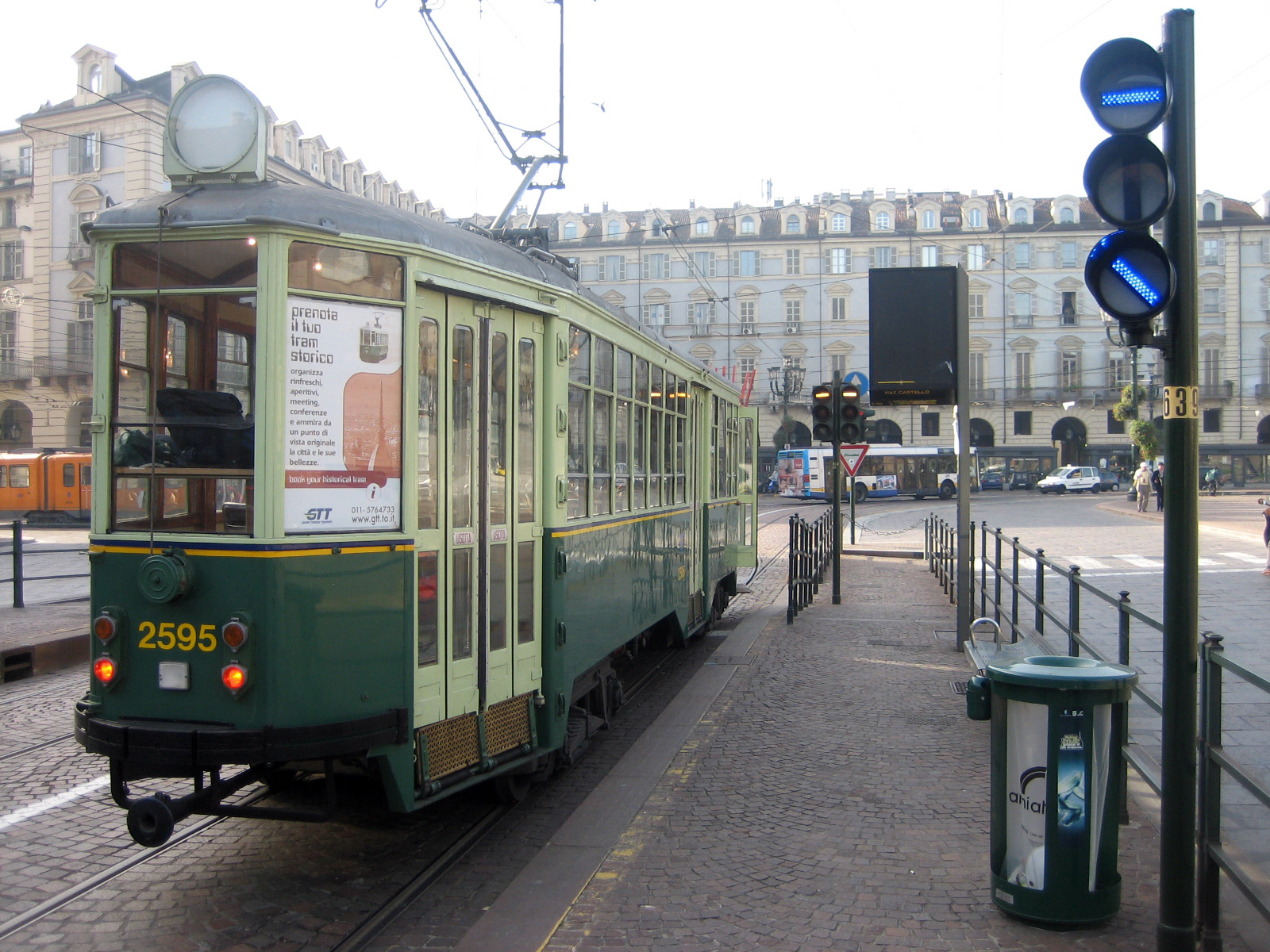
Una delle storiche vetture tranviarie usate dall'ATM a partire dagli anni trenta

La necessità del Consiglio Comunale era quella di dare un servizio efficiente ai torinesi e di rompere un cartello monopolistico fra le due concessionarie di allora la Società Generale dei Tramways, conosciuta dai torinesi come la Belga per le sue origini, e la Anonima Torinese di Tramways e Ferrovie Economiche, comunemente chiamata la Torinese.
Nel 1922 il consiglio comunale, guidato dal sindaco Riccardo Cattaneo, acquistò tutto il materiale della Torinese e affidò il servizio unificato di trasporti pubblici all'ATM, che negli anni successivi razionalizzò e sviluppò la rete.
Nella seconda guerra mondiale le bombe alleate distrussero la città e buona parte del parco mezzi dell'azienda. Negli anni Ottanta sotto la giunta Novelli, ATM spa ripensa il concetto di trasporto passando il 2 maggio 1982 da una rete radiale (con le linee che dipartono dal centro verso la periferia) ad una rete a griglia, dando così alle periferie la stessa attenzione del centro. Nel 1984 viene avviata, prima in Italia, la sperimentazione del SIS, un sistema elettronico centralizzato di controllo del servizio pubblico tramite centrale operativa. Negli anni novanta, il controllo degli scambi passa a un sistema controllato da un impianto a radiofrequenza. Sempre nel biennio 1990/91 con l'immissione di nuove motrici tranviare della serie 5000 viene trasformata la rete aerea di alimentazione tranviaria da presa di corrente asta rotella che causava perdite di tempo e intralci, a causa dello scarrucolamento della rotella, dal filo alla più funzionale presa a pantografo.
Sempre negli anni novanta, in seguito alle leggi Burlando sulla riorganizzazione delle aziende di trasporto, cambierà lo stato giuridico da Municipalizzata in Azienda Speciale ed infine a società per azioni. Nel 2003, in seguito alla fusione con l'altra azienda di trasporto pubblico locale SATTI, confluì nel nuovo consorzio GTT.